# ダニエル・デイ＝ルイス
サー・ダニエル・マイケル・ブレイク・デイ＝ルイス（Sir Daniel Michael Blake Day-Lewis, 1957年4月29日 - ）は、イギリス出身の俳優。2025年現在、アカデミー主演男優賞を3回受賞している唯一の俳優である。

## 来歴

### 生い立ち
ロンドンで生まれ、グリニッジで育つ。父親は桂冠詩人のセシル・デイ＝ルイス（ニコラス・ブレイクの名前でミステリ作家としても知られる）。母親はバルト三国からの出自を持つユダヤ系の女優ジル・バルコン（Jill Balcon）である。母方の祖父は映画プロデューサーで、イーリング・スタジオの代表だったマイケル・バルコン。姉のタマシン・デイ＝ルイスはドキュメンタリー映画の監督。

### キャリア
オールド・ヴィク演劇学校（Bristol Old Vic Theatre School）で演技を学び、1971年に『日曜日は別れの時』で映画デビューしたが、しばらくはロイヤル・シェイクスピア・カンパニーなどの舞台で活動していた。1982年に再び映画界に戻り、『マイ・ビューティフル・ランドレット』（1985年）・『眺めのいい部屋』（1986年）に連続出演し、この2作品で注目され、ニューヨーク映画批評家協会賞 助演男優賞を受賞。『存在の耐えられない軽さ』（1988年）でアメリカ映画に進出。1989年公開の『マイ・レフトフット』でアカデミー主演男優賞を受賞。
1991年の『羊たちの沈黙』でアンソニー・ホプキンスが演じたハンニバル・レクター役の最終候補の3人に挙がっていたという（候補は彼とホプキンスとデレク・ジャコビだった）。
一時期、俳優業を休業して靴屋になるためにイタリアで修行していたが、マーティン・スコセッシ監督に説得され、2002年公開の『ギャング・オブ・ニューヨーク』で俳優復帰。この作品でアカデミー主演男優賞にノミネートされた。
2007年公開の『ゼア・ウィル・ビー・ブラッド』では第80回アカデミー賞主演男優賞を始めとする多数の映画賞を受賞した。
2012年公開の『リンカーン』で、第85回アカデミー賞主演男優賞を受賞、史上初となる3度目の同賞受賞者となった。アカデミー賞受賞後、『リンカーン』での演技をきわめたことに困難を感じ、俳優業から休業することを発表した。
2014年6月、演劇への貢献を讃えられエリザベス2世よりナイトの称号（KBE）を与えられた。
2015年9月、ロンドン大学のゴールドスミス・カレッジから文学の名誉博士号を授与された。
2017年に『ゼア・ウィル・ビー・ブラッド』のポール・トーマス・アンダーソン監督と再び組み、『ファントム・スレッド』に主演。アカデミー主演男優賞にノミネート。本作を最後に引退すると報じられていた。また、この作品では架空のファッションデザイナーを演じたが、実生活でも今後はファッションデザイナーとしての活動を始めるつもりだという。
以降は俳優業から身を引き、表舞台に出ることはほとんどなくなった。ジム・シェリダンやマーティン・スコセッシがオファーしても拒否し続けていたという。
しかし2024年10月、息子であるローナン・デイ＝ルイスの映画監督デビュー作品「Anemone(原題)」で俳優復帰を発表。製作はフォーカス・フィーチャーズとプランBが担当する。

### 演技
2012年4月の英Total Film誌による「映画史に残る演技ベスト200（The 200 Greatest Movie Performances of All Time）」では『ゼア・ウィル・ビー・ブラッド』での演技で『カッコーの巣の上で』のジャック・ニコルソン、『レイジング・ブル』のロバート・デ・ニーロに次ぐ3位にランクインした。2007年の第80回アカデミー賞では『フィクサー』で同じく主演男優賞にノミネートされていたジョージ・クルーニーは結果発表前に「自分が主演男優賞を受賞？ ダニエルがいるから無理だよ」と答えたという。
出演作の数はキャリア47年間で21本と寡作であり、出演作品を選ぶことで知られているが、『マイ・レフトフット』の成功以降オファーが途切れたことはなく、ピーター・ジャクソンは数回に渡って『ロード・オブ・ザ・リング』のアラゴルン役を打診していたが、全てオファーを断ったという。2002年の『ギャング・オブ・ニューヨーク』では本来主役だったはずのレオナルド・ディカプリオを抑えてアカデミー主演男優賞にノミネートされた。ディカプリオも彼を尊敬しており、主演がデイ＝ルイスになることが当然だと語っている。
一方で、デイ＝ルイス自身は「私に役者としての復活の気持ちを与えてくれた俳優」としてヒース・レジャーを挙げている。2007年の全米映画俳優組合賞（SAG賞）受賞のスピーチでは『チョコレート』と『ブロークバック・マウンテン』での彼の演技を称賛している。
徹底した役作りを行うことでも知られており、そのスタンスはロバート・デ・ニーロと比較されることも多い。
- 『マイ・レフトフット』では実在の脳性麻痺の画家クリスティ・ブラウンを演じるため撮影中は常に左足だけを使った。車椅子に座ったまま生活し、立とうとはしなかったため、ケーブルや照明の邪魔にならないように、スタッフに車椅子ごと移動されていた。
- 『ラスト・オブ・モヒカン』では、モヒカン族の役を演じるため6ヶ月間にわたって野営や釣りを行い、獣の皮を剥ぎ方などのサバイバル術を習得。最終的には自分でカヌーを作れるまでになった。
- 『エイジ・オブ・イノセンス/汚れなき情事』では、プラザホテルに2週間滞在した。1870年代の衣服を身につけ、ニューヨークの街を数週間さまよい歩いた。
- 『父の祈りを』では、IRAの爆破事件の冤罪をかけられた北アイルランド人を演じるため、北アイルランド訛りを習得し、約15kg減量した。撮影中は独房のセットで夜を過ごし、スタッフに罵声を浴びせ、冷たい水をかけるように頼んだという。
- 『ボクサー』ではプロボクサーと週3回のスパーリングを3年続けた[15]が、そのスパーリングの最中に鼻の骨を折ってしまい、現在は鼻がわずかに曲がっている。
- 『ゼア・ウィル・ビー・ブラッド』では20世紀初頭の録音記録や1948年の映画『黄金』を参考に1年間かけて役作りした。
- 『リンカーン』では当時のリンカーンの外観に似せるため髪と髭を伸ばし、関連の書物やリンカーン自身が書き残したものを読みあさり、19世紀の生活に慣れるため、メアリー・トッド・リンカーン役のサリー・フィールドと当時の文体で手紙の交換を4ヶ月間行い、南部訛りを徹底して撮影に臨んだ。
- 『ファントム・スレッド』ではクリストバル・バレンシアガをモデルとしたファッションデザイナーを演じるため、ニューヨーク・シティ・バレエ団の衣装監督のもとで洋裁を学んだ。更に、イギリスのヴィクトリア&アルバート博物館に展示されているバレンシアガがデザインした服をスケッチし、それを元に実際にドレスを製作し、妻のレベッカ・ミラーに贈った。

### 私生活
1993年にアイルランドの市民権を取得。
過去にジュリエット・ビノシュ、ジュリア・ロバーツ、ウィノナ・ライダーなどとの交際歴がある。6年間交際した女優のイザベル・アジャーニとの間に一児（ガブリエル・カネ・デイ＝ルイス：Gabriel-Kane Day-Lewis：俳優）をもうけるが、結婚はしなかった。1996年に作家アーサー・ミラーの娘レベッカ・ミラー（Rebecca Miller）と結婚し、ローナン（1998年 - ）とカシュエル（2002年 - ）という2人の息子がいる。2005年には彼女の監督作品『The Ballad of Jack and Rose』に出演し、2009年には同じく彼女の監督作『50歳の恋愛白書』に俳優ではなく大工作業スタッフとして参加した。
また、1996年の主演作品『クルーシブル』はアーサー・ミラーが執筆した戯曲『るつぼ』の映画化作品であり、映画の脚本もアーサーが担当した。
1998年、イタリア・フィレンツェのハンドメイド靴職人ステファノ・ベーメル（Stefano Bemer）のサン・フレディアーノの工房で靴作りを教わっていた。ローマの工房に近いマンションに妻のレベッカ・ミラーと1歳の息子と住み始め、10ヶ月間靴の製作を行った。後にマーティン・スコセッシがフィレンツェまで訪れ、『ギャング・オブ・ニューヨーク』の出演依頼をするまで続いた。映画界に復帰する彼にベーメルが贈ったものは工房の合鍵だったという。ベーメルは2012年7月28日に48歳で他界した。
2010年7月15日、ブリストルのオールド・ヴィク演劇学校（Bristol Old Vic Theatre School）で演技を学んだことを受けて、ブリストル大学から名誉博士号を授与されている。
現在はアメリカとアイルランドで暮らしている。アイルランド・ウィックロー県の自宅は山岳地帯にあり、そこでは普段 靴作りと木工作業に没頭している。そのため、彼の息子のローナンは、9歳頃まで彼を俳優とは知らず大工だと思っていたという。
ミルウォールFCのサポーター。
2014年11月14日、バッキンガム宮殿での騎士叙任の儀式でウィリアム王子よりナイト爵が授けられた。
息子のローナンは画家として活動しており、2024年10月2日には香港で初の国際個展を開催。更に映画監督としての活動を始めることも決まっており、デビュー作品にはダニエルも出演予定。

## 主な出演作品
| 公開年 | 邦題 原題                                                   | 役名                                 | 備考                           |
| ------ | ----------------------------------------------------------- | ------------------------------------ | ------------------------------ |
| 1971   | 日曜日は別れの時 Sunday Bloody Sunday                       | 若き日のヴァンダル                   | クレジット表記なし             |
| 1982   | ガンジー Gandhi                                             | コーリン                             |                                |
| 1984   | バウンティ/愛と反乱の航海 The Bounty                        | ジョン・フライヤー                   |                                |
| 1985   | マイ・ビューティフル・ランドレット My Beautiful Laundrette  | ジョニー                             |                                |
| 1986   | 眺めのいい部屋 A Room with a View                           | セシル・ヴァイス                     |                                |
| 1986   | 風の中の恋人たち Nanou                                      | マックス                             |                                |
| 1988   | 存在の耐えられない軽さ The Unbearable Lightness of Being    | トーマス                             |                                |
| 1988   | イングリッシュマンinニューヨーク Stars and Bars             | ヘンダーソン・ドーレス               |                                |
| 1989   | エバースマイル、ニュージャージー Eversmile, New Jersey      | ファーガス・オコネル医師             |                                |
| 1989   | マイ・レフトフット My Left Foot: The Story of Christy Brown | クリスティ・ブラウン                 |                                |
| 1992   | ラスト・オブ・モヒカン The Last of the Mohicans             | ホークアイ（ナサニエル・ポー）       |                                |
| 1993   | エイジ・オブ・イノセンス/汚れなき情事 The Age of Innocence  | ニューランド・アーチャー             |                                |
| 1993   | 父の祈りを In The Name of The Father                        | ジェリー・コンロン                   |                                |
| 1996   | クルーシブル The Crucible                                   | ジョン・プロクター                   |                                |
| 1997   | ボクサー The Boxer                                          | ダニー・フリン                       |                                |
| 2002   | ギャング・オブ・ニューヨーク Gangs of New York              | ビル・“ザ・ブッチャー”・カッティング |                                |
| 2005   | The Ballad of Jack and Rose                                 | ジャック・スラヴァン                 | レベッカ・ミラー監督作品       |
| 2007   | ゼア・ウィル・ビー・ブラッド There Will Be Blood            | ダニエル・プレインビュー             |                                |
| 2009   | NINE Nine                                                   | グイド・コンティーニ                 |                                |
| 2012   | リンカーン Lincoln                                          | エイブラハム・リンカーン             |                                |
| 2017   | ファントム・スレッド Phantom Thread                         | レイノルズ・ウッドコック             |                                |
| 2025   | Anemone                                                     |                                      | ローナン・デイ＝ルイス監督作品 |

## 受賞歴
| 賞                                     | 年     | 部門                                     | 作品                                                      | 結果       |
| -------------------------------------- | ------ | ---------------------------------------- | --------------------------------------------------------- | ---------- |
| 全米映画批評家協会賞                   | 1986年 | 助演男優賞                               | 『眺めのいい部屋』 『マイ・ビューティフル・ランドレット』 | ノミネート |
| 全米映画批評家協会賞                   | 1989年 | 主演男優賞                               | 『マイ・レフトフット』                                    | 受賞       |
| 全米映画批評家協会賞                   | 1993年 | 主演男優賞                               | 『父の祈りを』                                            | ノミネート |
| 全米映画批評家協会賞                   | 2007年 | 主演男優賞                               | 『ゼア・ウィル・ビー・ブラッド』                          | 受賞       |
| 全米映画批評家協会賞                   | 2012年 | 主演男優賞                               | 『リンカーン』                                            | 受賞       |
| 全米映画批評家協会賞                   | 2017年 | 主演男優賞                               | 『ファントム・スレッド』                                  | ノミネート |
| ニューヨーク映画批評家協会賞           | 1986年 | 助演男優賞                               | 『眺めのいい部屋』 『マイ・ビューティフル・ランドレット』 | ノミネート |
| ニューヨーク映画批評家協会賞           | 1989年 | 主演男優賞                               | 『マイ・レフトフット』                                    | 受賞       |
| ニューヨーク映画批評家協会賞           | 1993年 | 主演男優賞                               | 『父の祈りを』                                            | ノミネート |
| ニューヨーク映画批評家協会賞           | 1996年 | 主演男優賞                               | 『クルーシブル』                                          | ノミネート |
| ニューヨーク映画批評家協会賞           | 2002年 | 主演男優賞                               | 『ギャング・オブ・ニューヨーク』                          | 受賞       |
| ニューヨーク映画批評家協会賞           | 2007年 | 主演男優賞                               | 『ゼア・ウィル・ビー・ブラッド』                          | 受賞       |
| ニューヨーク映画批評家協会賞           | 2012年 | 主演男優賞                               | 『リンカーン』                                            | 受賞       |
| ナショナル・ボード・オブ・レビュー賞   | 1986年 | 助演男優賞                               | 『眺めのいい部屋』 『マイ・ビューティフル・ランドレット』 | 受賞       |
| ボストン映画批評家協会賞               | 1988年 | 主演男優賞                               | 『存在の耐えられない軽さ』                                | 受賞       |
| ボストン映画批評家協会賞               | 1989年 | 主演男優賞                               | 『マイ・レフトフット』                                    | 受賞       |
| ボストン映画批評家協会賞               | 1993年 | 主演男優賞                               | 『父の祈りを』                                            | 受賞       |
| ボストン映画批評家協会賞               | 2002年 | 主演男優賞                               | 『ギャング・オブ・ニューヨーク』                          | ノミネート |
| ボストン映画批評家協会賞               | 2007年 | 主演男優賞                               | 『ゼア・ウィル・ビー・ブラッド』                          | ノミネート |
| ボストン映画批評家協会賞               | 2012年 | 主演男優賞                               | 『リンカーン』                                            | 受賞       |
| アカデミー賞                           | 1989年 | 主演男優賞                               | 『マイ・レフトフット』                                    | 受賞       |
| アカデミー賞                           | 1993年 | 主演男優賞                               | 『父の祈りを』                                            | ノミネート |
| アカデミー賞                           | 2002年 | 主演男優賞                               | 『ギャング・オブ・ニューヨーク』                          | ノミネート |
| アカデミー賞                           | 2007年 | 主演男優賞                               | 『ゼア・ウィル・ビー・ブラッド』                          | 受賞       |
| アカデミー賞                           | 2012年 | 主演男優賞                               | 『リンカーン』                                            | 受賞       |
| アカデミー賞                           | 2017年 | 主演男優賞                               | 『ファントム・スレッド』                                  | ノミネート |
| ゴールデングローブ賞                   | 1989年 | 主演男優賞（ドラマ部門）                 | 『マイ・レフトフット』                                    | ノミネート |
| ゴールデングローブ賞                   | 1993年 | 主演男優賞（ドラマ部門）                 | 『父の祈りを』                                            | ノミネート |
| ゴールデングローブ賞                   | 1997年 | 主演男優賞（ドラマ部門）                 | 『ボクサー』                                              | ノミネート |
| ゴールデングローブ賞                   | 2002年 | 主演男優賞（ドラマ部門）                 | 『ギャング・オブ・ニューヨーク』                          | ノミネート |
| ゴールデングローブ賞                   | 2007年 | 主演男優賞（ドラマ部門）                 | 『ゼア・ウィル・ビー・ブラッド』                          | 受賞       |
| ゴールデングローブ賞                   | 2009年 | 主演男優賞（ミュージカル・コメディ部門） | 『NINE』                                                  | ノミネート |
| ゴールデングローブ賞                   | 2012年 | 主演男優賞（ドラマ部門）                 | 『リンカーン』                                            | 受賞       |
| ゴールデングローブ賞                   | 2017年 | 主演男優賞（ドラマ部門）                 | 『ファントム・スレッド』                                  | 受賞       |
| 英国アカデミー賞                       | 1989年 | 主演男優賞                               | 『マイ・レフトフット』                                    | 受賞       |
| 英国アカデミー賞                       | 1992年 | 主演男優賞                               | 『ラスト・オブ・モヒカン』                                | ノミネート |
| 英国アカデミー賞                       | 1993年 | 主演男優賞                               | 『父の祈りを』                                            | ノミネート |
| 英国アカデミー賞                       | 2002年 | 主演男優賞                               | 『ギャング・オブ・ニューヨーク』                          | 受賞       |
| 英国アカデミー賞                       | 2007年 | 主演男優賞                               | 『ゼア・ウィル・ビー・ブラッド』                          | 受賞       |
| 英国アカデミー賞                       | 2012年 | 主演男優賞                               | 『リンカーン』                                            | 受賞       |
| 英国アカデミー賞                       | 2017年 | 主演男優賞                               | 『ファントム・スレッド』                                  | ノミネート |
| ヨーロッパ映画賞                       | 1989年 | 男優賞                                   | 『マイ・レフトフット』                                    | ノミネート |
| モントリオール世界映画祭               | 1989年 | 男優賞                                   | 『マイ・レフトフット』                                    | 受賞       |
| ロサンゼルス映画批評家協会賞           | 1989年 | 主演男優賞                               | 『マイ・レフトフット』                                    | 受賞       |
| ロサンゼルス映画批評家協会賞           | 2002年 | 主演男優賞                               | 『ギャング・オブ・ニューヨーク』                          | 受賞       |
| ロサンゼルス映画批評家協会賞           | 2007年 | 主演男優賞                               | 『ゼア・ウィル・ビー・ブラッド』                          | 受賞       |
| シカゴ映画批評家協会賞                 | 1989年 | 主演男優賞                               | 『マイ・レフトフット』                                    | ノミネート |
| シカゴ映画批評家協会賞                 | 1993年 | 主演男優賞                               | 『エイジ・オブ・イノセンス/汚れなき情事』                 | ノミネート |
| シカゴ映画批評家協会賞                 | 2002年 | 主演男優賞                               | 『ギャング・オブ・ニューヨーク』                          | 受賞       |
| シカゴ映画批評家協会賞                 | 2007年 | 主演男優賞                               | 『ゼア・ウィル・ビー・ブラッド』                          | 受賞       |
| シカゴ映画批評家協会賞                 | 2012年 | 主演男優賞                               | 『リンカーン』                                            | 受賞       |
| シカゴ映画批評家協会賞                 | 2017年 | 主演男優賞                               | 『ファントム・スレッド』                                  | ノミネート |
| ロンドン映画批評家協会賞               | 1989年 | 年間俳優賞                               | 『マイ・レフトフット』                                    | 受賞       |
| ロンドン映画批評家協会賞               | 1992年 | 英国男優賞                               | 『ラスト・オブ・モヒカン』                                | 受賞       |
| ロンドン映画批評家協会賞               | 2007年 | 主演男優賞                               | 『ゼア・ウィル・ビー・ブラッド』                          | 受賞       |
| ロンドン映画批評家協会賞               | 2012年 | 主演男優賞                               | 『リンカーン』                                            | ノミネート |
| ロンドン映画批評家協会賞               | 2017年 | 主演男優賞                               | 『ファントム・スレッド』                                  | ノミネート |
| 全米映画俳優組合賞                     | 2002年 | 主演男優賞                               | 『ギャング・オブ・ニューヨーク』                          | 受賞       |
| 全米映画俳優組合賞                     | 2007年 | 主演男優賞                               | 『ゼア・ウィル・ビー・ブラッド』                          | 受賞       |
| 全米映画俳優組合賞                     | 2012年 | 主演男優賞                               | 『リンカーン』                                            | 受賞       |
| クリティクス・チョイス・アワード       | 2002年 | 主演男優賞                               | 『ギャング・オブ・ニューヨーク』                          | 受賞       |
| クリティクス・チョイス・アワード       | 2007年 | 主演男優賞                               | 『ゼア・ウィル・ビー・ブラッド』                          | 受賞       |
| クリティクス・チョイス・アワード       | 2012年 | 主演男優賞                               | 『リンカーン』                                            | 受賞       |
| クリティクス・チョイス・アワード       | 2017年 | 主演男優賞                               | 『ファントム・スレッド』                                  | ノミネート |
| オンライン映画批評家協会賞             | 2002年 | 主演男優賞                               | 『ギャング・オブ・ニューヨーク』                          | 受賞       |
| オンライン映画批評家協会賞             | 2007年 | 主演男優賞                               | 『ゼア・ウィル・ビー・ブラッド』                          | 受賞       |
| オンライン映画批評家協会賞             | 2012年 | 主演男優賞                               | 『リンカーン』                                            | 受賞       |
| ニューヨーク映画批評家オンライン賞     | 2002年 | 主演男優賞                               | 『ギャング・オブ・ニューヨーク』                          | 受賞       |
| ニューヨーク映画批評家オンライン賞     | 2007年 | 主演男優賞                               | 『ゼア・ウィル・ビー・ブラッド』                          | 受賞       |
| ニューヨーク映画批評家オンライン賞     | 2012年 | 主演男優賞                               | 『リンカーン』                                            | 受賞       |
| フロリダ映画批評家協会賞               | 2002年 | 主演男優賞                               | 『ギャング・オブ・ニューヨーク』                          | 受賞       |
| フロリダ映画批評家協会賞               | 2007年 | 主演男優賞                               | 『ゼア・ウィル・ビー・ブラッド』                          | 受賞       |
| フロリダ映画批評家協会賞               | 2012年 | 主演男優賞                               | 『リンカーン』                                            | 受賞       |
| カンザスシティ映画批評家協会賞         | 2002年 | 主演男優賞                               | 『ギャング・オブ・ニューヨーク』                          | 受賞       |
| カンザスシティ映画批評家協会賞         | 2007年 | 主演男優賞                               | 『ゼア・ウィル・ビー・ブラッド』                          | 受賞       |
| カンザスシティ映画批評家協会賞         | 2012年 | 主演男優賞                               | 『リンカーン』                                            | 受賞       |
| サンディエゴ映画批評家協会賞           | 2002年 | 主演男優賞                               | 『ギャング・オブ・ニューヨーク』                          | 受賞       |
| サンディエゴ映画批評家協会賞           | 2007年 | 主演男優賞                               | 『ゼア・ウィル・ビー・ブラッド』                          | 受賞       |
| サンディエゴ映画批評家協会賞           | 2012年 | 主演男優賞                               | 『リンカーン』                                            | 受賞       |
| ラスベガス映画批評家協会賞             | 2002年 | 主演男優賞                               | 『ギャング・オブ・ニューヨーク』                          | 受賞       |
| ラスベガス映画批評家協会賞             | 2007年 | 主演男優賞                               | 『ゼア・ウィル・ビー・ブラッド』                          | 受賞       |
| ラスベガス映画批評家協会賞             | 2012年 | 主演男優賞                               | 『リンカーン』                                            | 受賞       |
| フェニックス映画批評家協会賞           | 2002年 | 主演男優賞                               | 『ギャング・オブ・ニューヨーク』                          | ノミネート |
| フェニックス映画批評家協会賞           | 2007年 | 主演男優賞                               | 『ゼア・ウィル・ビー・ブラッド』                          | 受賞       |
| フェニックス映画批評家協会賞           | 2012年 | 主演男優賞                               | 『リンカーン』                                            | 受賞       |
| ダラス・フォートワース映画批評家協会賞 | 2002年 | 主演男優賞                               | 『ギャング・オブ・ニューヨーク』                          | ノミネート |
| ダラス・フォートワース映画批評家協会賞 | 2007年 | 主演男優賞                               | 『ゼア・ウィル・ビー・ブラッド』                          | 受賞       |
| ダラス・フォートワース映画批評家協会賞 | 2012年 | 主演男優賞                               | 『リンカーン』                                            | 受賞       |
| ダラス・フォートワース映画批評家協会賞 | 2017年 | 主演男優賞                               | 『ファントム・スレッド』                                  | ノミネート |
| ユタ映画批評家協会賞                   | 2002年 | 主演男優賞                               | 『ギャング・オブ・ニューヨーク』                          | 受賞       |
| ユタ映画批評家協会賞                   | 2007年 | 主演男優賞                               | 『ゼア・ウィル・ビー・ブラッド』                          | 受賞       |
| ユタ映画批評家協会賞                   | 2012年 | 主演男優賞                               | 『リンカーン』                                            | 次点       |
| ワシントンD.C.映画批評家協会賞         | 2002年 | 主演男優賞                               | 『ギャング・オブ・ニューヨーク』                          | ノミネート |
| ワシントンD.C.映画批評家協会賞         | 2012年 | 主演男優賞                               | 『リンカーン』                                            | 受賞       |
| ワシントンD.C.映画批評家協会賞         | 2017年 | 主演男優賞                               | 『ファントム・スレッド』                                  | ノミネート |
| トロント映画批評家協会賞               | 2002年 | 主演男優賞                               | 『ギャング・オブ・ニューヨーク』                          | ノミネート |
| トロント映画批評家協会賞               | 2012年 | 主演男優賞                               | 『リンカーン』                                            | ノミネート |
| トロント映画批評家協会賞               | 2017年 | 主演男優賞                               | 『ファントム・スレッド』                                  | 受賞       |
| ダブリン映画批評家協会賞               | 2007年 | 主演男優賞                               | 『ゼア・ウィル・ビー・ブラッド』                          | 受賞       |
| ダブリン映画批評家協会賞               | 2012年 | 主演男優賞                               | 『リンカーン』                                            | 4位        |
| ダブリン映画批評家協会賞               | 2017年 | 主演男優賞                               | 『ファントム・スレッド』                                  | 3位        |
| セントルイス映画批評家協会賞           | 2007年 | 主演男優賞                               | 『ゼア・ウィル・ビー・ブラッド』                          | 受賞       |
| セントルイス映画批評家協会賞           | 2012年 | 主演男優賞                               | 『リンカーン』                                            | 受賞       |
| セントルイス映画批評家協会賞           | 2017年 | 主演男優賞                               | 『ファントム・スレッド』                                  | ノミネート |
| ヒューストン映画批評家協会賞           | 2007年 | 主演男優賞                               | 『ゼア・ウィル・ビー・ブラッド』                          | 受賞       |
| ヒューストン映画批評家協会賞           | 2012年 | 主演男優賞                               | 『リンカーン』                                            | 受賞       |